# Defensores
Defensores ou Os Defensores (The Defenders no original em inglês) é um grupo de super-heróis do Universo Marvel, da editora Marvel Comics, fundado por Doutor Estranho,  Hulk, Namor e o Surfista Prateado para combaterem ameaças cósmicas e interdimensionais. Hoje, o grupo atual de super-heróis é formado por Demolidor, Luke Cage, Punho de Ferro e Jessica Jones. Foram lançados no EUA em dezembro de 1971, como um projeto do Redator da Marvel Roy Thomas para dar continuidade as histórias de personagens importantes do Universo Marvel (Doutor Estranho e Surfista Prateado) e que haviam perdido suas revistas próprias. Procurando garantir as vendas juntou-os a Namor, um personagem famoso e ao Incrível Hulk, um dos personagens Marvel de maior sucesso na época.

## Histórico da publicação
A origem dos Defensores está em dois arcos de história de Roy Thomas antes da fundação oficial da equipe. O primeiro, em  Doutor Estranho  # 183 (novembro de 1969),  Sub-Mariner  # 22 (fevereiro de 1970) e  O Incrível Hulk  # 126 (abril de 1970) ocorreu devido à ' 'Dr. Série estranha  sendo cancelada no meio de um arco da história, deixando a Thomas outra escolha senão resolver o enredo em outras séries que ele escreveu.

## Formação Original
Nessa formação Hulk, Surfista Prateado, Dr. Estranho e Namor se uniram para combater ameaças de cunho cósmico, que nem mesmo os Vingadores estavam prontos para combater, sempre tomando as decisões em prol da defesa da Terra, lutando contra seres de outros mundos, outras dimensões e universos paralelos. Outros heróis se juntaram a eles durante sua aventuras como a primeira Valquíria e o ex-vilão Falcão Noturno.
Essa época dos Defensores tiveram poucas histórias publicadas no Brasil e Portugal, mesmo tendo uma revista própria da Editora Bloch.
Os membros originais dos Defensores foram:
- Dr. Estranho - Dr. Stephen Strange
- Hulk - Dr. Bruce Banner
- Namor - Namor Mackenzie
- Surfista Prateado - Norrin Radd

Depois, houve várias adições à equipe, como:
- Valquíria - Brunnhilde
- Falcão Noturno - Kyle Richmond
- Felina - Patsy Walker
- Gavião Arqueiro - Clint Barton (Durante algumas edições)

## Novos Defensores
Com o Hulk passando por uma fase difícil, Dr. Estranho entrando para os Vingadores, Surfista se aprofundando cada vez mais no seus aprendizados sobre os humanos e Namor estando ocupado com o povo Atlante e suas necessidades, foi criada uma nova formação, a formação original foi desfeita, tomando seu lugar então um novo grupo de heróis denominados de Os Novos Defensores trazendo alguns dos X-Men originais Anjo, Fera e Homem de Gelo, ao lado de personagens novos como o Gárgula e Serpente da Lua.
Os principais membros dos Novos Defensores foram:
- Fera - Dr. Hank McCoy
- Homem de Gelo - Bobby Drake
- Anjo - Warren Worthington
- Gárgula - Isaac Christian
- Nuvem - Carol Faber/Danny Milligan
- Serpente da Lua - Heather Douglas

## Formação Atual
Após a saga "A Essência do Medo", na qual o mundo quase foi destruído por um irmão antes desconhecido de Odin, a Serpente de Asgard. Hulk foi possuído por Nul, o Destruidor de Mundos, um dos guerreiros da Serpente, e só se libertou após ser derrotado pela Valquíria e os Vingadores. Porém após se libertar do corpo de Hulk, Nul conseguiu novamente uma forma física, começando então a destruir tudo em seu caminho, tentando de alguma maneira voltar para Asgard. Hulk então vendo que não teria como derrotar esse ser de imenso poder, pede ajuda do Dr. Estranho para novamente reunir os Defensores! Eles então convocam Namor e o Surfista Prateado, para tentarem deter a entidade. Hulk avisa que apesar de estar se odiando por isso não poderia ajudá-los contra Nul, pois temia que ele pudesse tomar conta de seu corpo novamente, mas para ajudar os velhos amigos ele avisa que se eles precisam de "músculos" podem chamar Betty Ross, a Mulher-Hulk Vermelha! Após convocarem-na eles percebem que precisam de um meio para se locomover, Dr. Estranho então lembra que conhece alguém que possui um avião, eles então chamam o Punho de Ferro que como um empresário de sucesso possui várias aeronaves e poderia fornecer-lhes o meio de transporte. Nas aventuras posteriores outros heróis se juntam a eles, sendo eles o Homem-Formiga (Scott Lang) e Nick Fury...
Os membros da atual formação dos Defensores são:
- Dr. Estranho - Dr. Stephen Strange
- Surfista Prateado - Norrin Radd
- Namor - Namor Mackenzie
- Punho de Ferro - Danny Rand
- Mulher-Hulk Vermelha - Betty Ross
- Homem-Formiga - Scott Lang
- Nick Fury - Nicholas Fury

## Defensores (2021)
Em 2021 a equipe ganhou uma formação diferente (com alguns rostos conhecidos) nas mãos do escritor Al Ewing e do desenhista Javier Rodriguez. Na trama, Masked Raider pede ajuda do Doutor Estranho para caçar uma ameaça conhecida como Carlo Zota pelo multiverso e impedi-lo de causar danos a linha do espaço-tempo.
A formação dessa equipe consiste em:
- Doutor Estranho/Stephen Strange
- Masked Raider
- Surfista Prateado/Norrin Radd
- Harpia/Betty Ross
- Nuvem/Carol Faber e Danny Milligan
- Taaia

## Netflix
A empresa americana Netflix anunciou quatro séries de super-heróis Marvel (Demolidor, Jessica Jones, Luke Cage, e Punho de Ferro) ligadas ao Universo Cinematográfico Marvel, que se uniriam em uma minissérie: Os Defensores. A união dos quatro Defensores - com a ajuda de Colleen Wing - é motivada pela ameaça do Tentáculo, que ressuscitou Elektra Natchios para se tornar uma arma viva em seu plano de dominar Nova York.
- Demolidor - Matt Murdock
- Luke Cage - Carl Lucas
- Punho de Ferro - Danny Rand
- Jessica Jones